# Truskawka bielińska

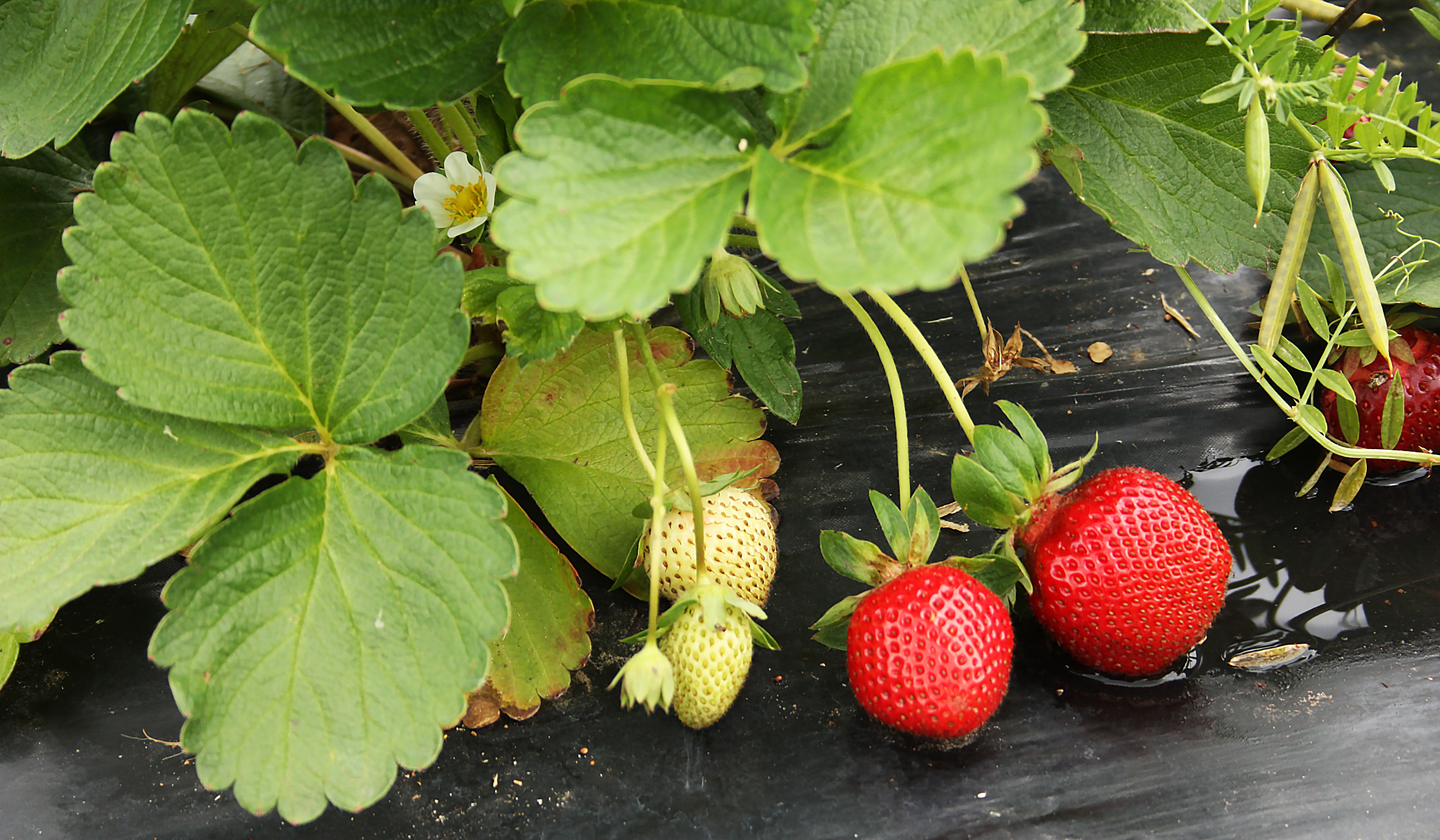
Truskawki

Truskawka bielińska – odmiana truskawki rosnąca na terenie gminy Bieliny w Górach Świętokrzyskich. Na Listę produktów tradycyjnych wpisana 10 kwietnia 2009.

## Charakterystyka
Owoce truskawki bielińskiej charakteryzują się intensywnym aromatem i smakiem z lekką nutką kwasowości. Konsystencja owoców jest zwarta i jedwabista w dotyku, skórka zaś delikatna z pestkami na powierzchni. Barwa owoców i miąższu jest intensywnie czerwona do ciemnoczerwonej z połyskiem, dość równomiernie wybarwiona.

## Specyfika obszaru geograficznego
Warunki panujące na terenie Bielin i miejscowości gminy Bieliny czynią to miejsce korzystnym dla uprawy truskawki. Południowo nachylone stoki Gór Świętokrzyskich są miejscem kontrastów termicznych pozytywnie stymulujących wzrost i rozwój truskawek. Wysokie temperatury w ciągu dnia oraz chłodne powietrze nocą, zwłaszcza w dolinach rzek i obniżeniach terenu, korzystnie kształtują proporcje związków organicznych w owocach. Nachylenie stoków z północy na południe zapewnienia roślinom odpowiednią porcję światła słonecznego od wschodu do zachodu słońca i przyczynia się do zoptymalizowania procesu fotosyntezy, co ma wpływ na smak, barwę, zawartość cukrów oraz właściwości fizyko-chemiczne truskawki bielińskiej. Badania Okręgowej Stacji Chemiczno-Rolnej w Kielcach z lat 1993-1994, ukazały dogodne warunki tych terenów do uprawy truskawek, m.in. wzrost zakwaszenia gleb, ilości przyswajalnego fosforu i potasu oraz spadek ilości przyswajalnego magnezu. Wskaźniki pH (optymalne pH wynosi 5,0-6,0) determinują pobieranie przez rośliny mikroelementów niezbędnych do wzrostu i rozwoju, takich jak wapń, magnez, potas, fosfor. Ma to bezpośrednie przełożenie na wielkość plonu, rozmiar i kształt owoców, a także ich jędrność i zawartość wody.
Ważnym elementem jest występowanie umiarkowanych wiatrów na terenie gminy Bieliny. Odpowiednia cyrkulacja powietrza przyczynia się do przewietrzania roślin oraz ich obsychania, co zmniejsza ryzyko podrażnienia roślin przez choroby grzybowe, np. szarą pleśń (ograniczona konieczność użycia fungicydów). Umiarkowane wiatry nie powodują uszkodzeń mechanicznych roślin i owoców od nadmiernego przesuszenia i parowania gleby.
Bieliński mikroklimat, chłodne skalne podłoże powoduje, że okres dojrzewania i zbioru truskawki bielińskiej jest opóźniony od pozostałych regionów kraju o kilkanaście dni. (Okres wegetacyjny trwa od 183 do 206 dni).

## Historia
Uprawę truskawki w Bielinach rozpoczęto w latach 50. XX wieku (początkowo tzw. „kartoflankę”). Na początku lat 60. XX wieku wraz ze wzrostem popytu na owoce miękkie zainteresowano się gminą Bieliny jako miejscem pod uprawę niemieckiej odmiany „Sengi-Sengany”. W 1960 roku Chłodnia – Kielce zorganizowała bazę surowcową na terenie gminy Bieliny poprzez założenie 10 próbnych plantacji truskawek po 5 arów na polach kilku bielińskich gospodarzy. Chłodnia zawarła z właścicielami plantacji kontrakt. Pomimo początkowych trudności i wątpliwości, co do tego rodzaju uprawy, wraz z nadejściem obfitych zbiorów i wysokim popytem coraz większa liczba lokalnych rolników przekonała się do uprawy tego owocu. Truskawka szybko stała się motorem ekonomicznego rozwoju gminy. Gminę Bieliny okrzyknięto „zagłębiem truskawkowym”. Po truskawki z Bielin zgłaszali się klienci z odległych zakątków Polski oraz z zagranicy. Wielkość areału uprawy w niektórych okresach przekraczała 1500 hektarów, a cała gmina przeszła szereg korzystnych transformacji - powstały nowe domy, budynki gospodarcze i użytkowe oraz punkty skupu truskawki. Truskawka bielińska wkroczyła w niemal wszystkie obszary życia gminy i jej mieszkańców m.in. do życia kulturalnego i społecznego. Poeci opiewali ją w wierszach, zespoły ludowe komponowały o niej piosenki, a władze wykorzystały popularność upraw i zorganizowały imprezę „Dni Świętokrzyskiej Truskawki”, która wraz z "Mistrzostwami w Szypułkowaniu Truskawek" czy wyścigiem kolarskim "Truskawkowy Szus" od 1998 roku wpisuje się w kalendarz imprez lokalnych.

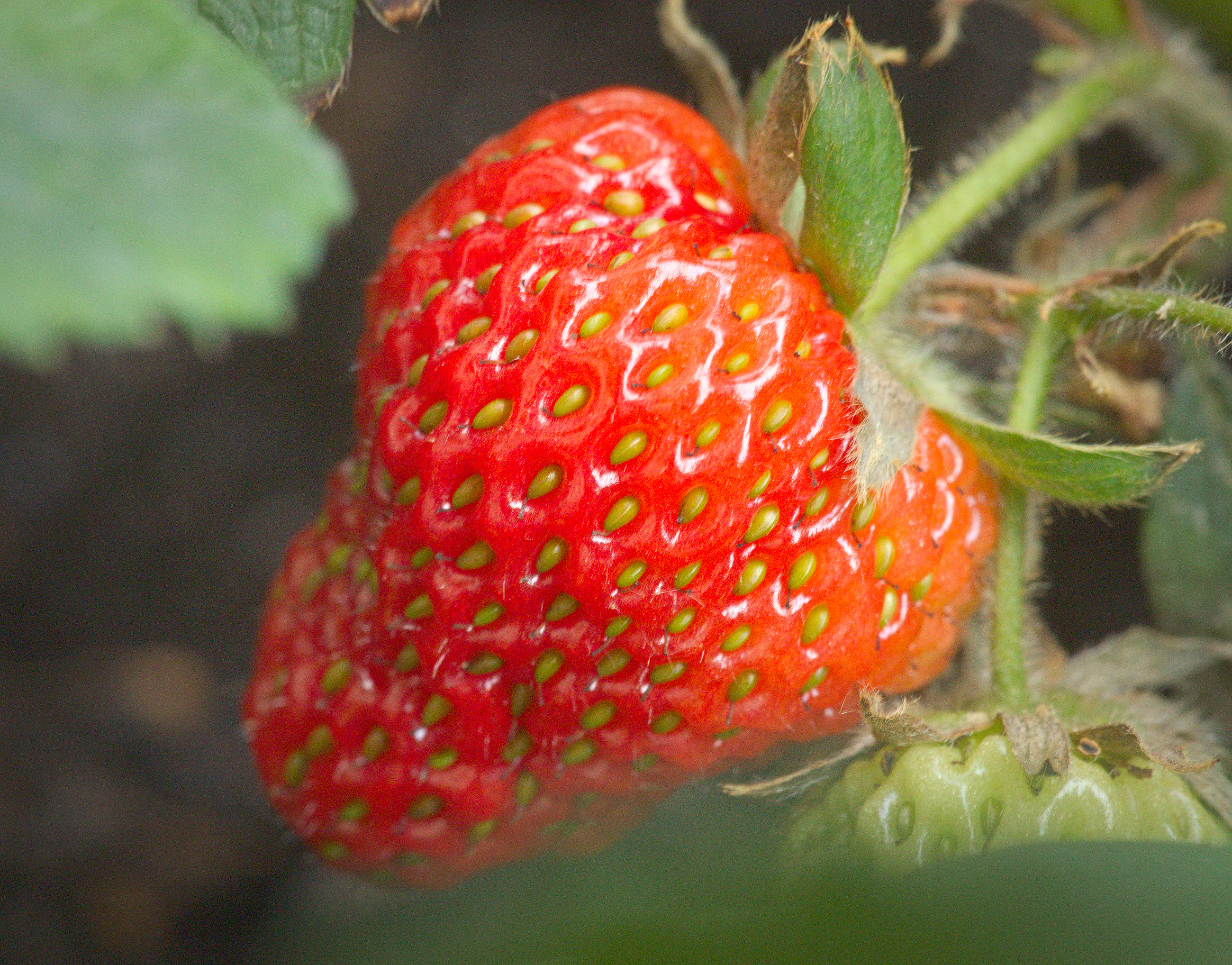
Owoc truskawki